# Kizljarskij rajon
Il Kizljarskij rajon (in russo Кизлярский район?) è un distretto municipale del Daghestan, situato nel Caucaso.